# Маурітс Крукк
Маурітс Крукк (нід. Maurits Crucq, 10 лютого 1968) — нідерландський хокеїст на траві.
Олімпійський чемпіон 1996 року, бронзовий призер 1988 року, учасник 1992 року.
Чемпіон світу 1990 року.